# خافيير لوبيز فاليخو
خافيير لوبيز فاليخو (بالإسبانية: Javier López Vallejo)‏ (مواليد 22 سبتمبر 1975 في بنبلونة - إسبانيا) لاعب كرة قدم إسباني يلعب حاليا لصالح نادي الدرجة الأولى ليفادياكوس اليوناني منذ 2010 في مركز حارس مرمى .

## وصلات خارجية
- خافيير لوبيز فاليخو على موقع الاتحاد الدولي (مؤرشف)  (الإنجليزية)
- خافيير لوبيز فاليخو على موقع قاعدة بيانات كرة القدم.إي يو (الإنجليزية)
- خافيير لوبيز فاليخو على موقع Soccerway.com (الإنجليزية)
- خافيير لوبيز فاليخو على موقع عالم كرة القدم.نت (الإنجليزية)